# Alpnachstad
Alpnachstad is een plaats aan de Alpnachersee in het Zwitserse kanton Obwalden en heeft een station van de Brünigbahn (smalspoorweg) en is ook het dalstation van de Pilatusbahn.